# Utva
Utva (también denominada Utva Aircraft Industry) es una compañía diseñadora y fabricante de productos aeronáuticos de Serbia (anteriormente Yugoslavia). Esta empresa es conocida por fabricar aeronaves ligeras y de entrenamiento.

## Historia
Tradicionalmente la compañía recibía el nombre de "Utva", pero en 1996 fue fusionada con Lola, otro fabricante situado en la localidad de Železnik. Durante los bombardeos de la OTAN en el año 1999 contra la República Federal de Yugoslavia, la factoría fue destruida. En 2005 la compañía fue reestructurada, pasando a denominarse Utva Aircraft Industry.

## Modelos fabricados

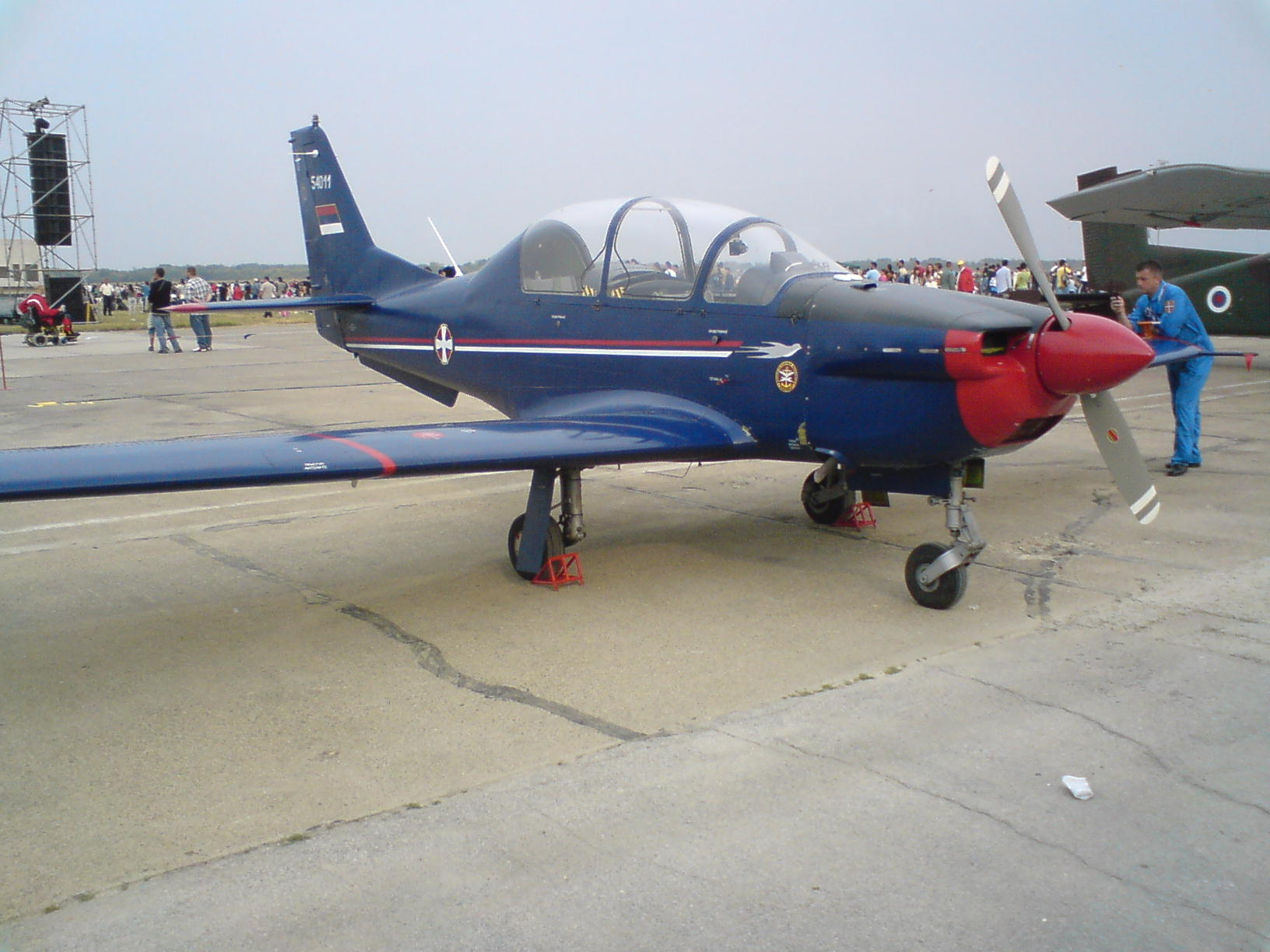
Utva Lasta 95.

- UTVA 212
- UTVA 213
- UTVA Aero 3
- UTVA Trojka
- UTVA 56
- UTVA 60
- UTVA 65
- Utva 66
- Lola Utva 75
- Utva Lasta 95
- Utva 96